# Ricco Ross
Ricco Ross (Chicago, 16 april 1958) is een Amerikaans acteur en filmproducent.

## Biografie
Ross is opgegroeid in een gezin van acht kinderen, waaronder drie halfzussen en een halfbroer. Hij begon zijn acteercarrière op de high school in een toneelstuk. Ross ging theaterwetenschap studeren aan de high school en haalde zijn diploma. Hierna ging hij naar de Florida Atlantic University (FAU) in Boca Raton waar hij zijn Bachelor of Arts haalde in theaterwetenschap. Op deze universiteit verdiende hij een beurs voor een studie aan de Universiteit van Californië in Los Angeles.
Ross begon in 1982 met acteren in de televisieserie Hill Street Blues. Hierna heeft hij nog meer dan 100 rollen gespeeld in televisieseries en films zoals Death Wish 3 (1985), Doctor Who (1988-1989), Jeeves and Wooster (1992), Hackers (1995), Mission: Impossible I (1996) en The Practice (1997).
Ross is getrouwd en heeft hieruit twee dochters.

## Filmografie

### Films
Selectie:
- 1997 Wishmaster – als luitenant Nathanson
- 1997 Fierce Creatures – als tv-journalist
- 1996 Mission: Impossible I – als geweigerde beveiligingsagent
- 1995 Hackers – als verslaggever
- 1986 Aliens – als Frost
- 1985 Death Wish 3 – als de Cubaan

### Televisieseries
Uitgezonderd eenmalige gastrollen.
- 2024 Beauty in Black - als Horace - 7 afl.
- 2024 Phoenix - als Ethan Foster - 3 afl.
- 2023 As Luck Would Have It - als Michael - 3 afl.
- 2023 General Hospital - als dr. Sterling Robinson - 4 afl.
- 2020 - 2022 P-Valley - als pastor Gilfield - 5 afl.
- 2015 Escorts - als Charles Stone sr. - 2 afl.
- 2014 Caper - als psycho - 3 afl.
- 2012 Bite Me - als generaal Joseph McRuby - 10 afl.
- 1997 The Practice – als verslaggever – 2 afl.
- 1993 Westbeach – als Greg Dacosta – 10 afl.
- 1992 Jeeves and Wooster – als Liftman – 3 afl.
- 1991 Magic – als Merrick - ? afl.
- 1991 Sleepers – als Karl Richfield – 4 afl.
- 1988 – 1989 Doctor Who – als The Ringmaster – 4 afl.
- 1982 Hill Street Blues – als Tyler Bragg – 3 afl.

### Filmproducent
- 2024 The Legend of Catclaws Mountain - film
- 2021 Do Something - film
- 2018 Where Branches Break - korte film
- 2017 The Silent Killer: Prostate Cancer in the African American Community - documentaire
- 2013 Trane and Miles - korte film

- Library of Congress Control Number: no2013039890
- Virtual International Authority File: 300018689
- WorldCat: E39PBJwhtJpdkVDm6Kw69mH3cP